# Tortuosamina
Tortuosamina es un psicoactivo aislado de Sceletium tortuosum.